# معركة مري
معركة مَري أو معركة داربيساك، تسمى أيضاً كارثة مَري طبقاً للمؤرخين الغربيين والأرمن، كانت معركة بين سلطنة المماليك في مصر ومملكة قيليقية الأرمينية (أرمينيا الصغرى) في 24 أغسطس 1266. حددت هذه المعركة بداية النهاية لمملكة قيليقية.

## خلفية تاريخية
كان السلطان المملوكي الظاهر بيبرس قد عزم على معاقبة الإمارات والممالك التي قدمت العون للمغول أثناء غزوهم بلاد الشام ومنها إمارة أنطاكية الصليبية ومملكة قيليقية الأرمينية، فهاجم المدن الصليبية وأغار عليها حتى طلب الصليبيون الصلح ولما استشعر بيبرس ضعف الصليبيين ورأى انشغال خليفة المغول أباقا خان في حربه مع مغول القفجاق، بدأ في الإعداد لغزو قيليقية.
حاول ملك قيليقية حيطوم الأول (هيثوم الأول) التفاوض مع بيبرس فطلب منه التخلي عن ولائه للمغول وقبول سيادة المماليك والاعتراف به سلطاناً وتسليم الأراضي والحصون التي ضمها نتيجة تحالفه مع المغول. ولما وجد حيطوم صعوبة تلك المفاوضات حاول فرض حصار اقتصادي على المماليك فمنع تصدير الخشب إليهم حتى لا يستطيعوا تطوير أسطولهم البحري وبعدها ذهب إلى بلاط الدولة الإلخانية في تبريز سنة 1266 للحصول على الدعم العسكري من أباقا خان بعدما لم يجبه مغول الأناضول لطلبه. استغل المماليك غيابه، فساروا إلى قيليقية بقيادة المنصور الثاني صاحب حماة والأميران المملوكيان قلاوون الألفي وعز الدين إيغان المعروف باسم (سم الموت).

## المعركة
قاد ابنا حيطوم الأول، ليو «ليون أو ليفون في بعض المصادر» (الملك المستقبلي ليو الثاني) وتوروس، الجيش الأرمني في الحصون القوية عند مدخل سهل قيليقية. ومع ذلك، تجاوز المماليك القلاع بالمرور عبر اجتياز جبل أمانوس وواجهوا الأرمن في مَري، بالقرب من داربيساك في 24 أغسطس 1266، حيث هزموهم. وأسرو ليو، بينما قُتلّ أخاه توروس وأحد أعمامه في المعركة. كذلك أسروا نجل عمه الآخر كندا سطبل، المسمى فاسيل التتري، ويذكر أن ليو وفاسيل لاقا معاملة حسنة في الأسر.
عقب انتصارهم، غزا المماليك مدن قيليقية الرئيسية، فدمروا مدن المصيصة وأضنة وأياس وطرسوس، بالإضافة إلى ميناء أياس. استولت مجموعة أخرى من المماليك بقيادة المنصور على العاصمة سيس. حيث نهبوها لمدة 20 يوماً، وعاد المماليك بنحو 40.000 أرمني أسير.

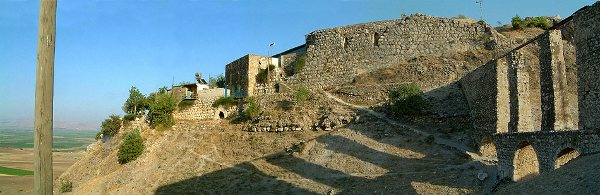
قلعة دربساك

عندما وصل حيطوم مع القوات المغولية، كانت البلاد قد دُمرّت بالفعل. وكان عليه أن يتفاوض بشأن عودة ابنه ليو من خلال التنازل للمماليك عن قلاع أرمينيا الحدودية مثل دربساك وبهسنا ومرزبان ورعبان واشترط بيبرس على حيطوم استبدال ابنه بالأمير سنقر الأشقر الذي أسره المغول في قلعة حلب سنة 1259 فوافق وعاهده على ذلك في 1268. وفي 1269، تنازل حيطوم الأول عن الملك لصالح ابنه وأصبح راهباً، لكنه توفي بعد ذلك بعام. وجد ليو نفسه في موقف صعب فكان عليه إبقاء قيليقية تابعة للإمبراطورية المغولية، بينما كان عليه في نفس الوقت دفع جزية للمماليك.

## كتب
- جورج بورنوتیان، موجز تاريخ الشعب الأرمني: منذ العصور القديمة إلى الوقت الحاضر. مازدا للنشر، 2002. ISBN 1-56859-141-1.